# Federal Highway
De Federal Highway (officiële benaming: National Highway 23) is een korte autoweg in New South Wales en het Australisch Hoofdstedelijk Territorium. De Federal Highway maakt deel uit van de Sydney-Canberra National Highway verbinding.
De Federal Highway begint op de splitsing van de Hume Highway nabij de stad Goulburn in New South Wales. In de jaren '30 werd begonnen met de aanleg van de weg. Vanaf 1985 werd de weg verbreed tot een vierbaans autoweg, een project dat in 2002 afgerond was.